# Nîmes Olympique
Nîmes Olympique – francuski klub piłkarski, grający obecnie w Championnat National, mający siedzibę w mieście Nîmes, leżącym w regionie Langwedocja-Roussillon.

## Historia
W 1901 roku został założony Sporting Club Nîmois przez Henriego Monniera, który mając 21 lat właśnie wrócił z dwuletniego pobytu w Anglii. Wtedy też zadecydował o stworzeniu klubu sportowego w mieście Nîmes, jego rodzinnym mieście. Początkowo zespół ten zrzeszał tylko młodych protestantów. W 1908 SCN walczył o mistrzostwo Langwedocji z zespołem FC Sète. Nîmes wygrało i zakwalifikowało się do finałowej fazy mistrzostw Francji, w której przegrało z Olympique Marsylia.
W czasie I wojny światowej klub zawiesił działalność, którą wznowił 15 kwietnia 1919. W 1922 połączył się z lokalnym rywalem F.A. Nîmois. Nowa drużyna pod starą nazwą dotarła w 1925 do finału południowo-wschodniej Francji. W 1927 wystąpiła w Division d'Honneur, czyli na najwyższym wówczas szczeblu rozgrywek w kraju.
W październiku 1931 prezydent Republiki Francuskiej, Gaston Doumergue, otworzył w mieście nowy stadion Stade Jean Bouin, który stał się nowym boiskiem klub. W 1937 SCN z powodu kłopotów finansowych został rozwiązany. Lokalni biznesmeni utworzyli wówczas nowy klub pod nazwą Nîmes Olympique, która obowiązuje do dziś.
Klub pięciokrotnie zostawał wicemistrzem Francji w latach 1958, 1959, 1960, 1968 i 1972. Trzykrotnie natomiast docierał do finału Pucharu Francji w latach 1958, 1961, 1996. W pierwszym przypadku uległ 1:3 Stade de Reims, w drugim – 1:3 CS Sedan, a w trzecim 1:2 AJ Auxerre.
W sezonie 2017/18 zajęli 2 miejsce w Ligue 2 i awansowali do Ligue 1.

## Sukcesy
- Ligue 1: wicemistrzostwo – 1958, 1959, 1960, 1968, 1972
- Ligue 2: mistrzostwo – 1950
- Ligue 2: wicemistrzostwo – 1991, 2018
- Championnat National: mistrzostwo – 1997
- Puchar Francji: finalista – 1958, 1961, 1996
- Coppa delle Alpi: – 1971
- Coupe Drago: zwycięstwo – 1956
- Coupe Gambardella: zwycięstwo – 1961, 1966, 1969, 1977

## Skład na sezon 2017/2018
Stan na: 4 września 2017 r.
| Nr | Poz. | Piłkarz                                            |
| -- | ---- | -------------------------------------------------- |
| 1  | BR   | Baptiste Valette                                   |
| 3  | OB   | Liassine Cadamuro-Bentaïba                         |
| 4  | OB   | Fabien Garcia                                      |
| 7  | NA   | Rachid Alioui                                      |
| 8  | OB   | Pierrick Valdivia                                  |
| 9  | NA   | Clément Depres                                     |
| 10 | NA   | Romain Del Castillo (wypożyczony z Olympique Lyon) |
| 11 | PO   | Téji Savanier                                      |
| 14 | PO   | Antonin Bobichon                                   |
| 15 | OB   | Gaëtan Paquiez                                     |
| 16 | BR   | Martin Sourzac                                     |
| 17 | PO   | Panagiotis Vlachodimos                             |
| 18 | PO   | Théo Valls                                         |

| Nr | Poz. | Piłkarz                                   |
| -- | ---- | ----------------------------------------- |
| 19 | NA   | Umut Bozok                                |
| 20 | NA   | Renaud Ripart                             |
| 21 | OB   | Féthi Harek ()                            |
| 22 | NA   | Sada Thioub                               |
| 23 | OB   | Anthony Briançon                          |
| 28 | OB   | Olivier Boscagli (wypożyczony z OGC Nice) |
| 29 | OB   | Sofiane Alakouch                          |
| 30 | BR   | Lucas Dias                                |
| 40 | BR   | Yan Marillat                              |
| -- | OB   | Rayanne Khemais                           |
| -- | OB   | Théo Sainte-Luce                          |
| -- | PO   | Luca Valls                                |
| -- | NA   | Ibrahim Madi                              |

## Reprezentanci kraju grający w klubie
W klubie w latach 1976–1978 występował reprezentant Polski, Jan Domarski.
| - Omar Belbey - Ali Boulebda - Faouzi Mansouri - Djamel Menad - Mehdi Mostefa - José Luis Cuciuffo - José Daniel Ponce - Fritz Kominek - Heinz Schilcher - Roger Van Gool - Issouf Ouattara - Benjamin Moukandjo - Eloge Enza-Yamissi - Manassé Enza-Yamissi - Mohamed M’Changama - Darko Vukić - / Dušan Tittel - Adolf Scherer - Josef Silný - Kristen Nygaard - Alain Masudi - Jean-Pierre Adams - William Ayache - Pierre Bernard - Laurent Blanc |  | - Bernard Boissier - Éric Cantona - Jean-Marc Ferratge - René Girard - Edmond Haan - Maurice Lafont - Jean-Claude Lemoult - Michel Mézy - Jacky Novi - Christian Perez - Robert Pintenat - Frédéric Piquionne - Bernard Rahis - Henri Skiba - Joseph Ujlaki - Philippe Vercruysse - Jacques Vergnes - Alexandre Villaplane - Jean-Louis Zanon - Arthur Moses - Vilmos Kohut - Ton Lokhoff - Jan Poortvliet - Mehmed Baždarević - / Ivan Bek |  | - / Milko Đurovski - Josip Pirmajer - Fadil Vokrri - Edward Dixon - Dramane Coulibaly - Hassan Akesbi - Adil Hermach - Hassan Kachloul - Mustafa Merry - Moise Kandé - Wilson Oruma - José Parodi - Jan Domarski - Stanislas Karwat - Ion Pârcălab - Aliou Cissé - Lamine Sakho - Mamadou Seck - Komlan Amewou - Jonathan Ayité - Robert Malm - Andrew Nesbit Wilson - Guy Demel - Zéphirin Zoko |

## Trenerzy w historii klubu
- Marcel Gebelin:1940–1942
- Louis Gabrillargues: 1942–1946
- René Dedieu: 1946–1948
- Pierre Pibarot: 1948–1955
- Kader Firoud: 1955-1964
- Pierre Pibarot: 1964-1967
- Marcel Rouvière: 1967
- Marcel Tomazover: 1967-1969
- Kader Firoud: 1969-1978
- Henri Noël: 1978-1982
- Pierre Barlaguet: 1982-sierpień 1984
- Marcel Domingo: sierpień 1984-1986
- Kristen Nygaard: 1986-1987
- Jean Sérafin: 1987-1988
- Bernard Boissier: 1988-1990
- Daniel Romeo: 1990-listopad 1991
- René Girard: listopad 1991-czerwiec 1992
- Michel Mézy: czerwiec 1992-1992
- Léonce Lavagne: 1992-luty 1993
- Michel Mézy: luty 1993-1993
- René Exbrayat: 1993-1994
- Josip Skoblar: 1994-październik 1994
- René Girard:październik-grudzień 1994
- Pierre Barlaguet: grudzień 1994-1996
- Pierre Mosca: 1996-1999
- Serge Delmas: 1999-2000
- Dominique Bathenay: 2000-grudzień 2001
- Bernard Boissier: grudzień 2001-2002
- François Brisson i Armand Sene: 2002-2003
- Patrick Champ: kwiecień 2003-2003
- Didier Ollé-Nicolle: 2003-2005
- Régis Brouard: 2005-2007
- Laurent Fournier: 2007
- Jean-Luc Vannuchi: 2007-2008
- Jean-Michel Cavalli: 2008-2010
- Noël Tosi: 2010-2011
- Thierry Froger: 2011-2012
- Victor Zvunka: 2012-2013
- René Marsiglia: 2013-2014
- José Pasqualetti: 2014-2015 (listopadu)
- Bernard Blaquart: 2015-2020
- Jérôme Arpinon: 2020-2021
- Pascal Plancque: 2021-2022
- Nicolas Usaï: 2022
- Frédéric Bompard: 2022-2024
- Adil Hermach: 2024-

## Europejskie puchary
Legenda do wszystkich tabel:
- Q – runda eliminacyjna, 1/16, 1/8, 1/4, 1/2 – odpowiednia faza rozgrywek, Grupa – runda grupowa, 1r gr – pierwsza runda grupowa, 2r gr – druga runda grupowa, F – finał, R – runda, PO – play-off
- k. – rzuty karne, los. – losowanie, Dogr. – dogrywka, w. – zasada bramek strzelonych na wyjeździe

| Sezon   | Rozgrywki                 | Runda | Przeciwnik      | Dom | Wyjazd | Ogólnie |
| ------- | ------------------------- | ----- | --------------- | --- | ------ | ------- |
| 1971/72 | Puchar UEFA               | 1R    | Vitória Setúbal | 2–1 | 0–1    | 2–2, w. |
| 1972/73 | Puchar UEFA               | 1R    | Grasshoppers    | 1–2 | 1–2    | 2–4     |
| 1996/97 | Puchar Zdobywców Pucharów | 2R    | Budapest Honvéd | 3–1 | 2–1    | 5–2     |
| 1996/97 | Puchar Zdobywców Pucharów | 1/8   | AIK Fotboll     | 1–3 | 1–0    | 2–3     |